# Werner von Fritsch

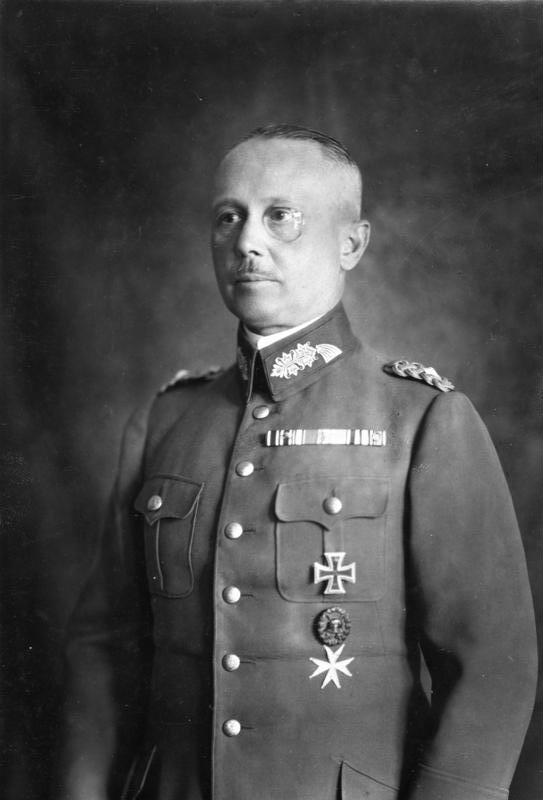
Werner von Fritsch (1932)

Thomas Ludwig Werner Freiherr von Fritsch (* 4. August 1880 in Benrath; † 22. September 1939 bei Praga, Warschau) war ein deutscher Generaloberst. Seit Reichspräsident Paul von Hindenburg ihn 1934 zum Chef der Heeresleitung ernannt hatte, bekleidete er bis zu seinem Sturz 1938 höchste Ämter zunächst noch in der Reichswehr und schließlich der Wehrmacht.

## Leben

### Kaiserreich und Erster Weltkrieg
Fritsch wurde am 4. August 1880 im Schloss Benrath nahe Düsseldorf als Sohn des späteren Generalleutnants Georg von Fritsch (1849–1920) und dessen Ehefrau Adelheid (1856–1941), geb. von Bodelschwingh, geboren. Seine Erziehung war durch den strengen Vater geprägt, der größten Wert auf Vaterlandsliebe, Pflichttreue, Zuverlässigkeit, Ehrenhaftigkeit und gesellschaftliche Umgangsformen legte. Er trat dabei so sehr als „unbarmherziger Zuchtmeister“ auf, dass es seinem Sohn zeitlebens schwerfallen sollte, enge menschliche Bindungen einzugehen.
Nach dem Bestehen des Abiturs trat Fritsch am 21. September 1898 als Fahnenjunker in das Hessische Feldartillerie-Regiment Nr. 25 der preußischen Armee in Darmstadt ein. Dort erhielt er nach der Offiziersausbildung am 27. Januar 1900 die Beförderung zum Leutnant. Die nächsten Jahre verbrachte Fritsch im Truppendienst. Im Oktober 1902 wurde er zur vertiefenden Ausbildung zur Artillerie- und Ingenieurschule geschickt und im Jahr darauf wurde er Adjutant der 1. Abteilung seines Regiments. Allerdings bot der Truppendienst dem ehrgeizigen Fritsch nur geringe Aufstiegschancen und es fiel ihm schwer, Freunde zu finden. Zu den wenigen engeren Bekanntschaften dieser Zeit zählte sein Regimentskamerad und spätere Generalfeldmarschall Georg von Küchler. Fritsch bewarb sich daher um eine Aufnahme an die Kriegsakademie. Nachdem er die schwierige Aufnahmeprüfung bestanden hatte, besuchte er im Rahmen seiner Ausbildung zum Generalstabsoffizier ab dem 1. Oktober 1907 die Kriegsakademie in Berlin. Hier nahm er an einzelnen Kursen Wilhelm Groeners teil und bestach vor allem mit ausgezeichneten Leistungen in Kriegsgeschichte und Taktik. Als einer der ersten seines Jahrgangs legte er am 20. Juli 1910 die Abschlussprüfung ab. Der inzwischen zum Oberleutnant beförderte Fritsch wurde nun probeweise in den Großen Generalstab versetzt, aber schon im folgenden Jahr endgültig in den Generalstabsdienst übernommen. Von April 1913 bis März 1914 gehörte er der Kriegsgeschichtlichen Abteilung II des Großen Generalstabes an, welche die Kriege Friedrichs des Großen bearbeitete, bevor er in die Aufmarsch-Abteilung versetzt wurde und somit an der deutschen Mobilmachung im August 1914 beteiligt war.
Im Ersten Weltkrieg diente Fritsch als Generalstabsoffizier in verschiedenen Funktionen. Einige Zeit war er Erster Generalstabsoffizier der 1. Garde-Division und 47. Reserve-Division. Er wurde zeitweise auch in die Generalstäbe der 4. und 10. Armee versetzt und tat Dienst beim VI. Reserve-Korps. Etwas völlig Neues war für Fritsch der zeitweilige Dienst im Generalstab des Kommandierenden Generals der Luftstreitkräfte. Dabei wurde er offensichtlich von Oberst Max Bauer in der Obersten Heeresleitung protegiert. Beide kannten sich aus der gemeinsamen Zeit im Großen Generalstab. Er wurde 1917 an der Front durch einen Granatsplitter am Kopf verwundet und erhielt im Verlauf des Krieges neben beiden Klassen des Eisernen Kreuzes auch das Ritterkreuz des Königlichen Hausordens von Hohenzollern mit Schwertern.

### Weimarer Republik

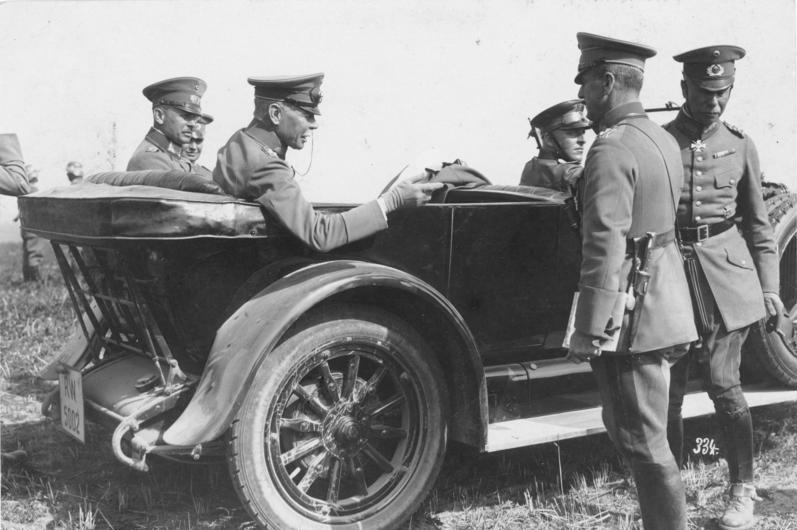
Werner von Fritsch (ganz links) mit anderen Offizieren bei einem Gruppenmanöver der 5. und 7. Division in Bayern, Württemberg und Baden, 1926

Fritsch wurde in die Reichswehr übernommen und war zunächst im Reichswehrministerium eingesetzt. Später wurde er Bataillonskommandeur im 5. Artillerie-Regiment. Am 5. Februar 1923 wurde Fritsch zum Oberstleutnant befördert. Mit dem 1. April 1924 erfolgte seine Ernennung zum Chef des Stabes der 1. Division. 1926 wurde er Leiter der Heeresabteilung im Truppenamt und am 1. März 1927 zum Oberst befördert. Im Jahr 1928 wurde er Kommandeur des 2. (Preußisches) Artillerie-Regiments und am 1. November 1930 erfolgte die Ernennung zum Generalmajor. Danach wurde er 1931 zunächst Kommandeur der 1. Kavallerie-Division, anschließend 1932 der 3. Division und des Wehrkreises III.

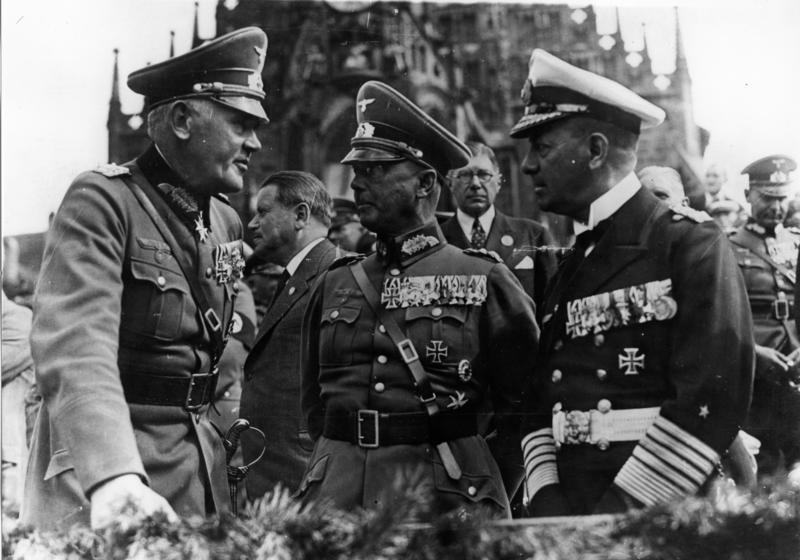
Werner von Fritsch (Mitte) mit Werner von Blomberg (links) und Erich Raeder (rechts) im Jahre 1936.

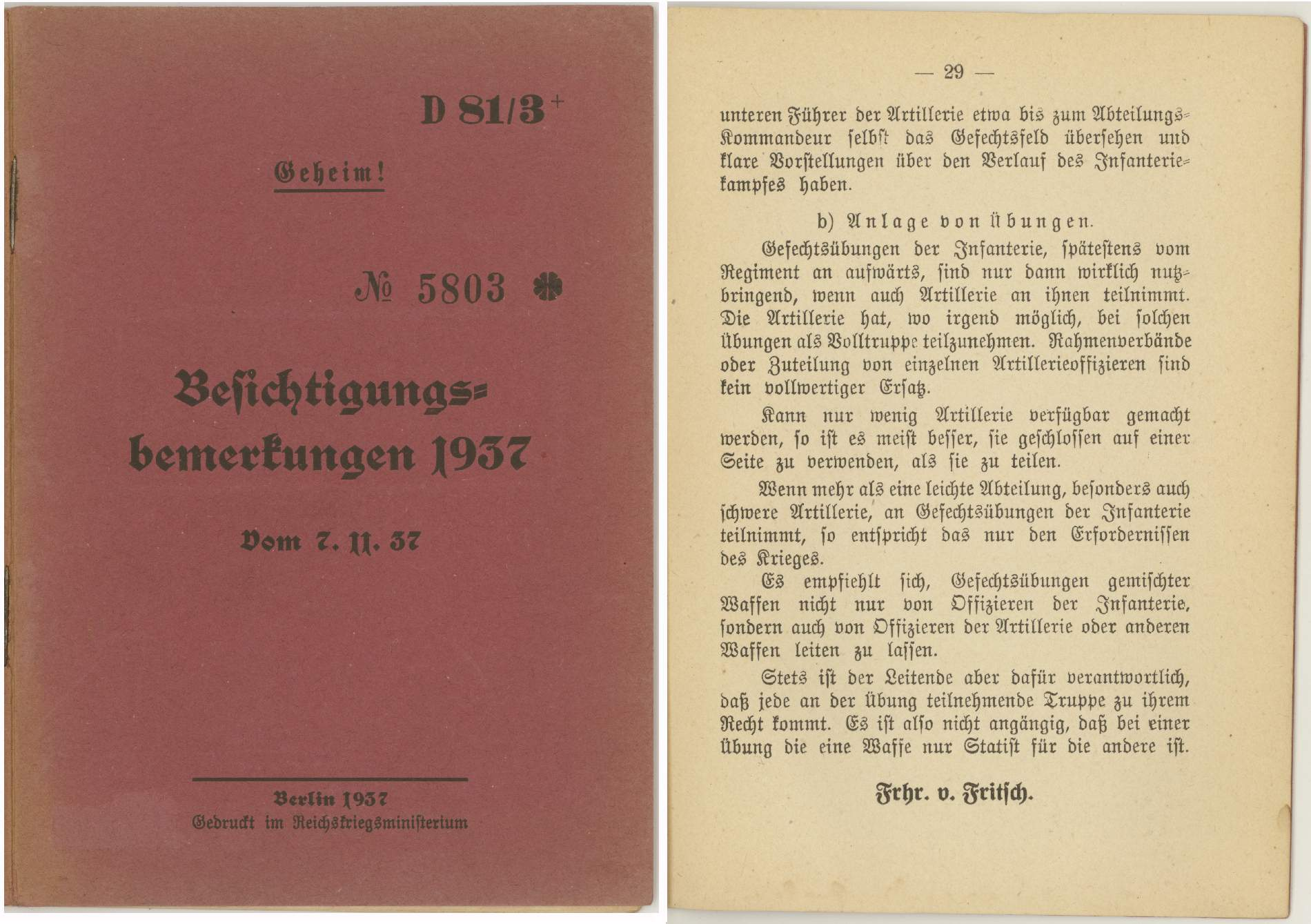
Geheime Vorschrift D 81/3+ "Besichtigungsbemerkungen 1937" - Frhr. v. Fritsch

### Nationalsozialismus

#### Vorkriegszeit

##### Heereschef
Zum 1. Januar 1934 ernannte der Reichspräsident Paul von Hindenburg Fritsch, der ihm als Vertreter des preußischen Konservatismus galt, zum Nachfolger des zurückgetretenen Chefs der Heeresleitung, Kurt von Hammerstein-Equord. Am 1. Juni 1935 änderte Hitler die Bezeichnung in „Oberbefehlshaber des Heeres“ (ObdH) und die Dienststelle hieß ab dem 11. Januar 1936 „Oberkommando des Heeres“ (OKH), verbunden mit Fritschs Beförderung zum Generaloberst am 20. April 1936.
Fritsch kam aufgrund seiner Haltung in Konflikte mit Kriegsminister Werner von Blomberg und der SS. Bei einer Führerbesprechung am 5. November 1937, bei der Hitler zum ersten Mal offen seine Kriegspläne den Oberbefehlshabern der Wehrmachtteile Heer (Werner von Fritsch), Luftwaffe (Hermann Göring) und Marine (Erich Raeder) sowie unter anderem dem Reichsaußenminister Konstantin Freiherr von Neurath und dem Generalfeldmarschall von Blomberg darlegte, äußerte insbesondere Fritsch seine Bedenken. In der Hoßbach-Niederschrift ist diese Besprechung festgehalten worden. Einige Zeitgenossen sahen Fritschs Kritik im November als Grund seiner späteren Entlassung, die Geschichtsschreibung sieht das inzwischen differenzierter.

##### Intrige
Im Zuge der Blomberg-Fritsch-Affäre wurde Fritsch der Homosexualität bezichtigt und von seinem Posten als Oberbefehlshaber des Heeres entfernt. Es kam zu einem Prozess, in dem Fritsch am 18. März 1938 wegen erwiesener Unschuld von den Anschuldigungen freigesprochen und rehabilitiert wurde. Die Gestapo war einer Aussage des Kleinkriminellen Otto Schmidt aufgesessen, der Fritsch mit einem gleichnamigen Rittmeister verwechselt hatte. Seinen Posten als Oberbefehlshaber des Heeres erhielt Fritsch dennoch nicht zurück; diesen hatte seit dem 4. Februar 1938 Walther von Brauchitsch inne. Am 11. August 1938 wurden Fritsch förmlich seine Rehabilitierung sowie seine Ernennung zum Chef seines alten Artillerieregiments 12 in Schwerin (Mecklenburg) bekanntgegeben.
Am 11. Dezember 1938 – einen Monat nach der Reichspogromnacht – schrieb Fritsch an Baronin Margot von Schutzbar-Milchling:

„Bald nach dem Krieg kam ich zur Ansicht, daß drei Schlachten siegreich zu schlagen seien, wenn Deutschland wieder mächtig werden sollte: 1. die Schlacht gegen die Arbeiterschaft, sie hat Hitler siegreich geschlagen; 2. gegen die katholische Kirche, besser gesagt den Ultramontanismus, und 3. gegen die Juden. In diesen Kämpfen stehen wir noch mitten drin. Und der Kampf gegen die Juden ist der schwerste.“

#### Zweiter Weltkrieg

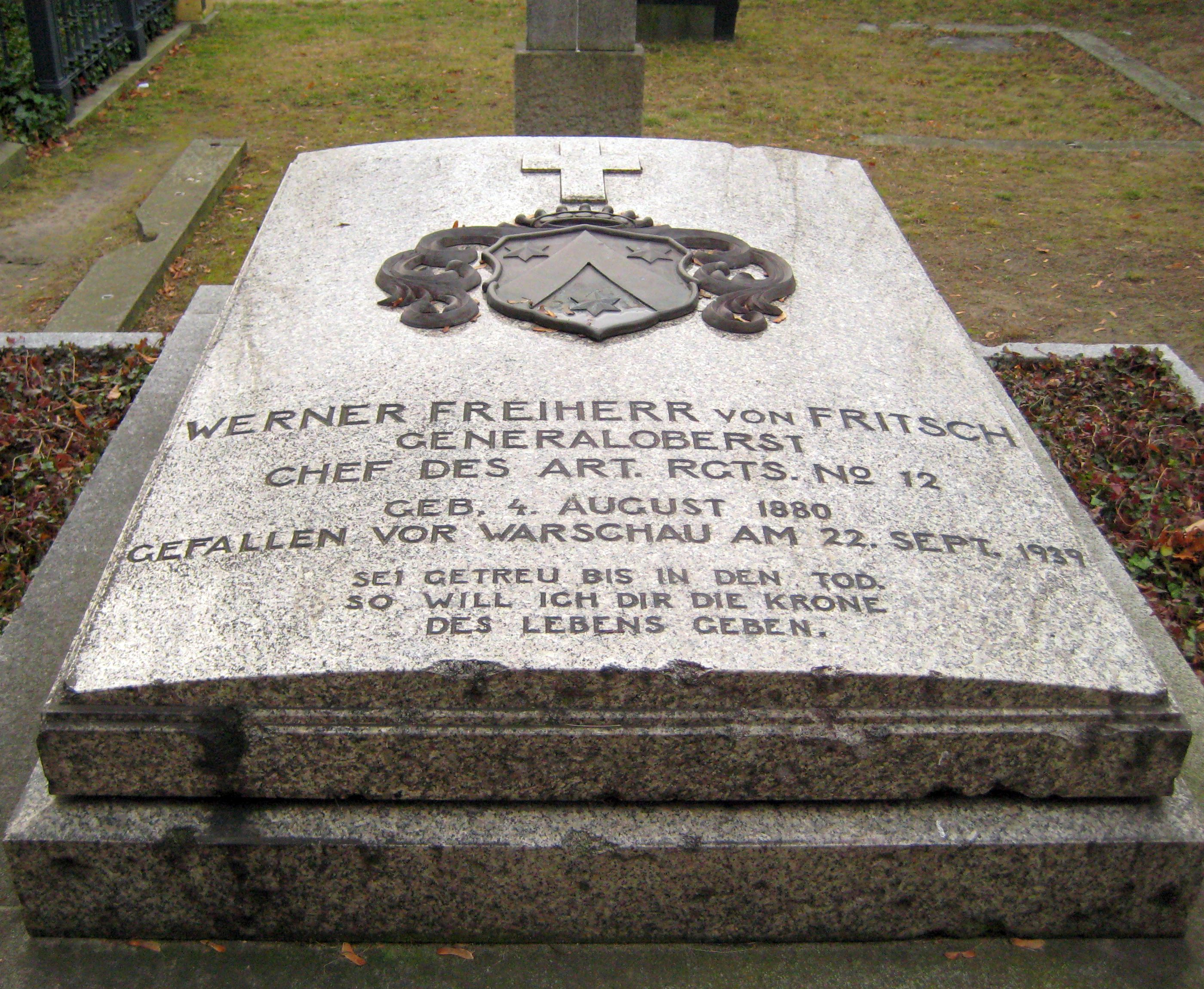
Grabstätte auf dem Invalidenfriedhof, Berlin (2007)

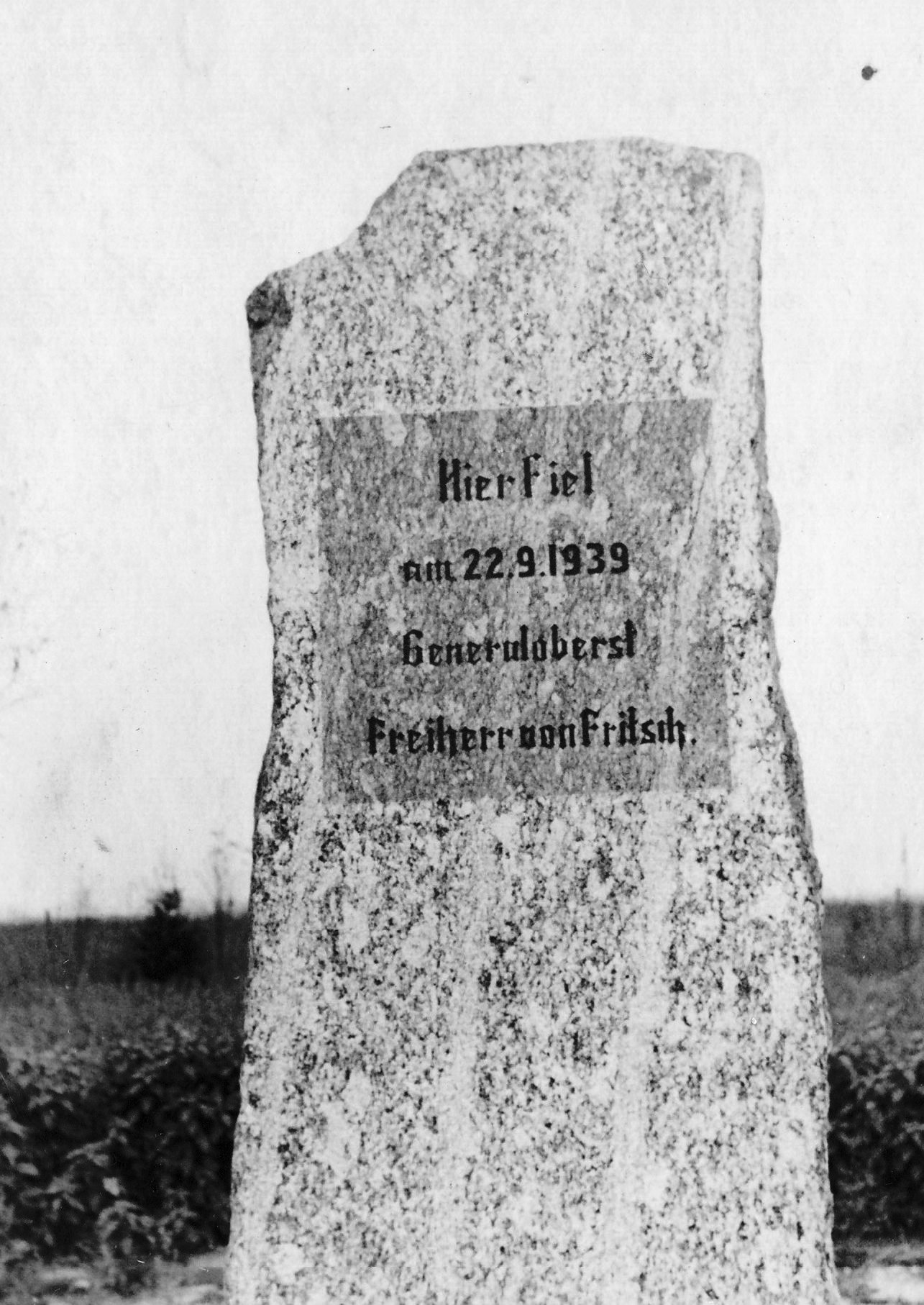
Gedenkstein für Werner von Fritsch. 1939 im Warschauer Bezirk Praga aufgestellt und 1944 beim Warschauer Aufstand entfernt.

Einen Monat vor Beginn des Zweiten Weltkrieges erklärte Fritsch: „Der Endsieg ist eben nur möglich, wie der Führer betont hat, wenn das ganze Volk innerlich einig ist und fest dasteht, bereit alles einzusetzen.“

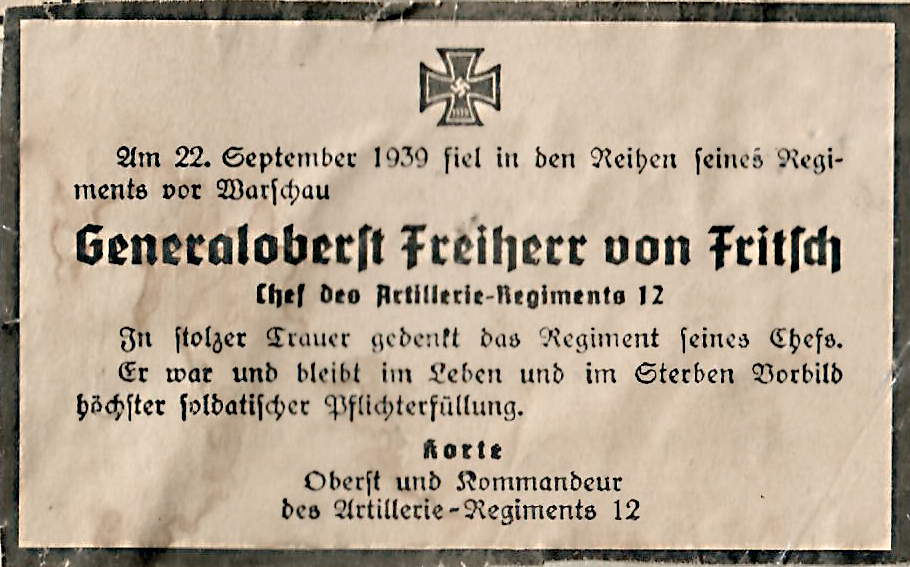
Saarbrücker Zeitung: Todesanzeige Freiherr von Fritsch.

Zu Kriegsbeginn erhielt Fritsch im Gegensatz zu anderen zuvor verabschiedeten Generalen kein Kommando; möglicherweise hatte er das abgelehnt. In einem Brief schrieb er am 31. August:

„Die Behandlung, die ich erfahren habe, ist derart, daß ich weder im Frieden noch im Krieg eine militärische Tätigkeit in Deutschland ausüben kann. … Ich werde mein Regiment nur als Zielscheibe begleiten, weil ich nicht zu Hause bleiben kann.“

So begleitete er als Chef sein Artillerieregiment 12 beim Überfall auf Polen und fiel am 22. September 1939 in der Schlacht um Warschau bei Praga, einem Warschauer Bezirk auf der rechten Weichselseite. Da er einer der ersten hohen Offiziere war, die im Zweiten Weltkrieg fielen, sind die Umstände seines Todes genauer untersucht worden. Nach dem Bericht eines Leutnants, der ihn begleitete, wurde Fritsch am linken Oberschenkel angeschossen, wobei eine Schlagader verletzt wurde. Mit den Worten „Lassen Sie nur“ lehnte er ein Abbinden des Beins ab und verstarb eine Minute später.

#### Staatsbegräbnis ohne Hitler
Obwohl die Kriegsumstände Hitler in Polen nicht festhielten, zog er es vor, dem Staatsbegräbnis Fritschs fernzubleiben. Laut Führerbefehl durften die Zeitungen nur einspaltig auf der zweiten Seite berichten. Ein Tagesbefehl Brauchitschs an das Heer, der bei Hitler Anstoß erregte, wurde nicht veröffentlicht. Der Historiker Christoph Raichle deutet dies dahingehend, dass Hitler Angst hatte, durch den Fronttod Fritschs in seiner neuen Rolle als „Erster Soldat“ des Reiches in den Schatten gestellt zu werden; außerdem habe Fritsch in weiten Kreisen des Heeres als „Schöpfer der neuen Wehrmacht“ gegolten – eine Rolle, die Hitler ebenfalls für sich beansprucht habe.

## Andenken an Fritsch

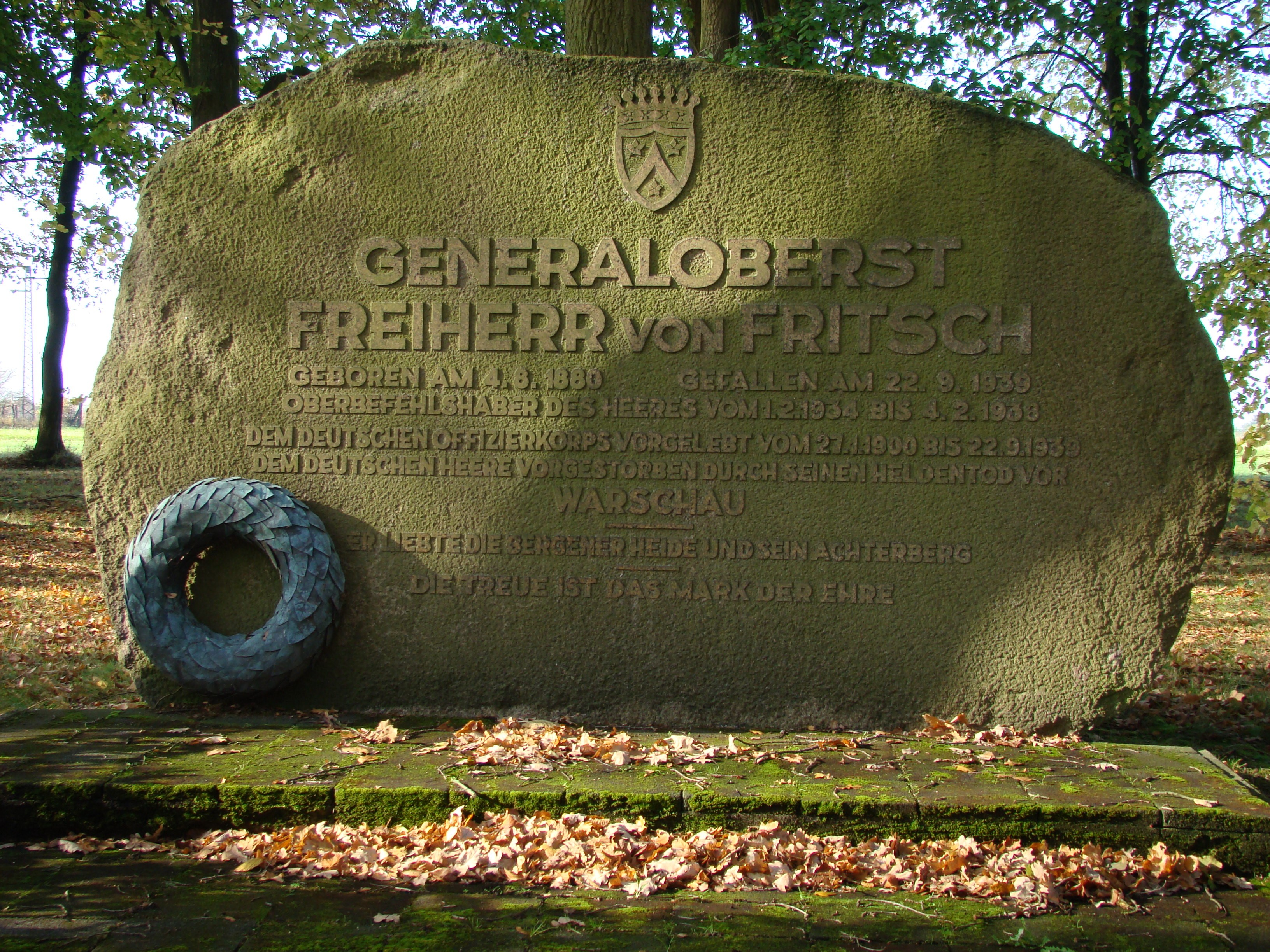
Ehrendenkmal für Generaloberst Werner Freiherr von Fritsch im ehem. Hoppenstedt (Lohheide) (2008)

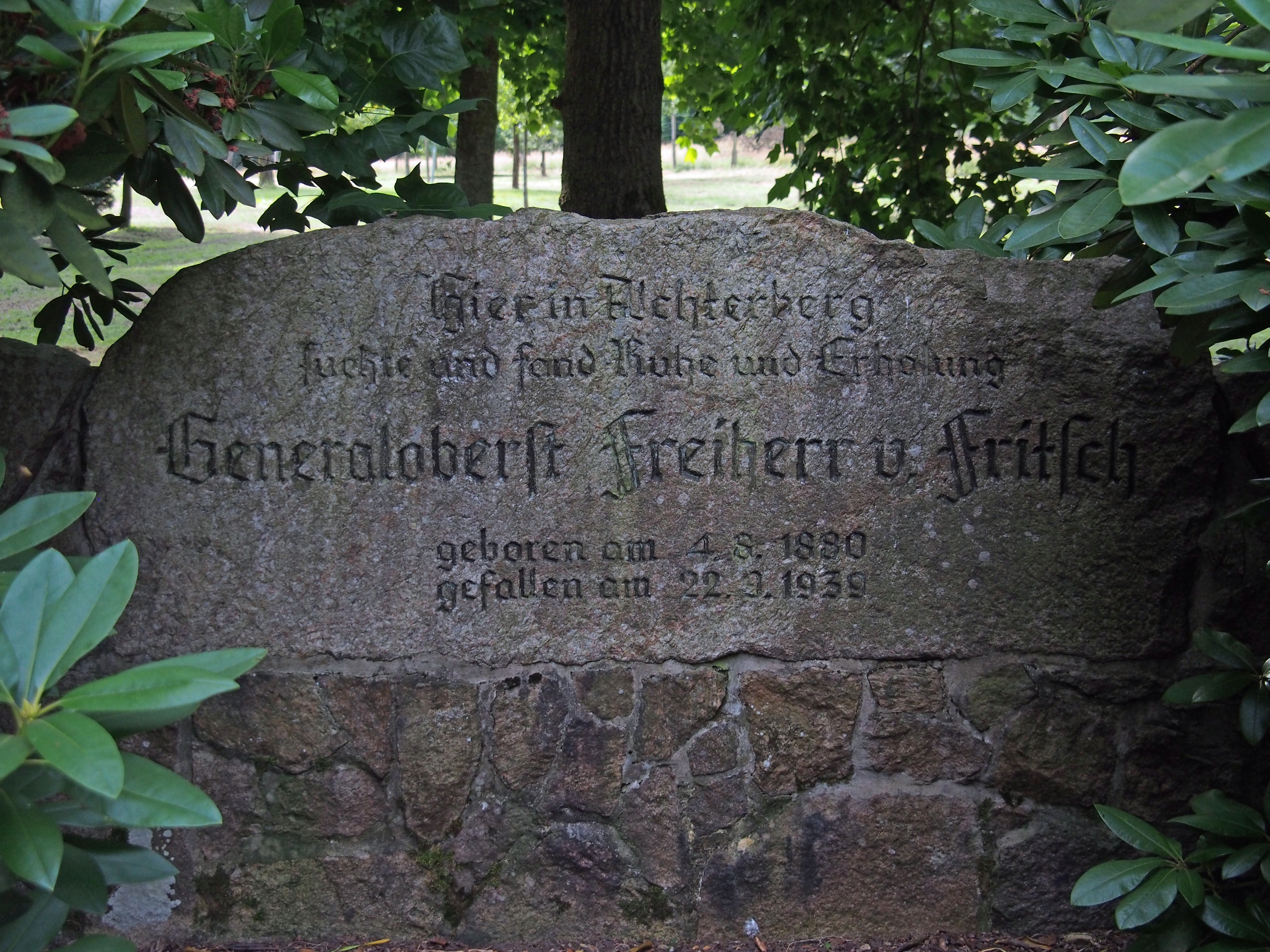
Gedenkstein dort

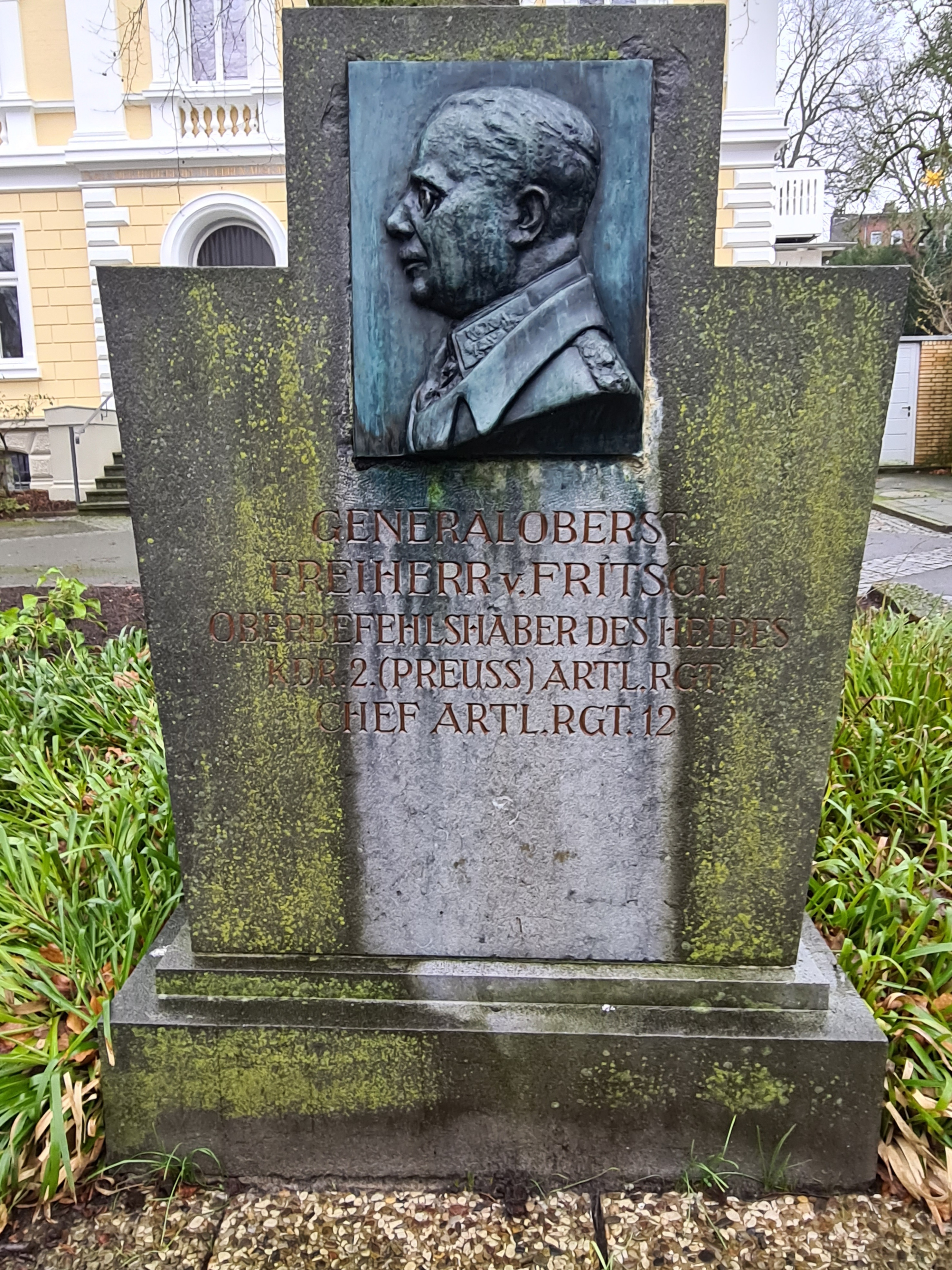
Gedenkstein am Neunerdenkmal in Itzehoe

Fritsch war Namensgeber mehrerer Kasernen der Bundeswehr, siehe Fritsch-Kaserne. Nachdem der Name von Fritschs auf einer Liste enthalten war, die die Fraktionen der Grünen und der Linken 2012 zusammen mit einem Antrag im Deutschen Bundestag eingebracht hatten, demzufolge die Namen von Bundeswehrkasernen überprüft werden sollten, die nach Wehrmachtsgenerälen benannt waren, wurde der Name der bisherigen „Generaloberst von Fritsch-Kaserne“ in Pfullendorf in „Staufer-Kaserne“ geändert. Die Antragsteller beriefen sich auf die Richtlinien zur Traditionspflege in der Bundeswehr, die festlegen, dass „Kasernen und andere Einrichtungen nach Persönlichkeiten benannt werden, die sich durch ihr gesamtes Wirken oder eine herausragende Tat um Freiheit und Recht verdient gemacht haben“.
In Gedenken an den Generaloberst verwendete das ehemalige Panzerartilleriebataillon 177 der Bundeswehr das „F“ als Erkennungszeichen auf den Fahrzeugen des Bataillons.
Zu seinem vierzigsten Todestag 1979 hielt das Artillerieregiment 10 in der damaligen „Generaloberst von Fritsch-Kaserne“ in Pfullendorf eine Gedenkfeier ab.
Am Neunerdenkmal in Itzehoe erinnert ein Gedenkstein an ihn.

## Von Fritsch verfasste Literatur
- Geheime Vorschrift D 81/3+ „Besichtigungsbemerkungen 1937“ vom 7. November 1937 – Der Oberbefehlshaber des Heeres 4. Abt. Gen St d H – Frhr. v. Fritsch, ISBN 978-3-7504-5289-3.

## Auszeichnungen
- Roter Adlerorden IV. Klasse[20]
- Preußisches Dienstauszeichnungskreuz[20]
- Bayerischer Militärverdienstorden IV. Klasse mit Schwertern und Krone[20]
- Ritterkreuz I. Klasse des Friedrichs-Orden mit Schwertern[20]
- Ritterkreuz II. Klasse des Großherzoglich Hessischen Verdienstordens Philipps des Großmütigen[20]
- Eisernes Kreuz 2. Klasse 1914[20]
- Eisernes Kreuz 1. Klasse 1914[20]
- Hanseatenkreuz Hamburg[20]
- Verwundetenabzeichen (1918) in Schwarz[20]
- Österreichisches Militärverdienstkreuz III. Klasse mit der Kriegsdekoration[20]
- Eiserner Halbmond[20]
- Johanniterorden, Ehren- und Rechtsritter
- Wehrmacht-Dienstauszeichnung IV. bis I. Klasse
- Goldenes Parteiabzeichen der NSDAP (Mitgliedsnummer 3.805.227) am 30. Januar 1937[21]

## Filme
Die Intrigen der Blomberg-Fritsch-Krise wurden 1988 von BR und ORF in dem Fernsehzweiteiler „Geheime Reichssache“ unter Regie von Michael Kehlmann verfilmt. Die Rolle des Werner von Fritsch spielte Hans Schulze.